# میرکو توپیچ
میرکو توپیچ (سیریلیک صربی: Мирко Топић؛ زادهٔ ۵ فوریهٔ ۲۰۰۱) بازیکن فوتبال اهل صربستان است.
از باشگاه‌هایی که در آن بازی کرده‌است می‌توان به باشگاه فوتبال وویوودینا اشاره کرد.
وی همچنین در تیم‌های ملی فوتبال زیر ۲۱ سال صربستان و صربستان بازی کرده‌است.